# Lye, Indre
Lye är en kommun i departementet Indre i regionen Centre-Val de Loire i de centrala delarna av Frankrike. Kommunen ligger i kantonen Valençay som tillhör arrondissementet Châteauroux. År 2022 hade Lye 757 invånare.

## Befolkningsutveckling
Antalet invånare i kommunen Lye
Referens:INSEE